# Сафронова, Любовь Николаевна
Любовь Николаевна Сафронова (16 декабря 1961) — советская и российская футболистка.

## Карьера
В футбол пришла в зрелом возрасте. Первой командой был московский «Интеррос», с которым стала чемпионкой и обладательницей Кубка России. По причине ликвидации клуба пришлось перейти в ЦСКА, который был закрыт через год по причине бесперспективности женского футбола в системе ЦСКА. Следующей, переходила за тренером Владимиром Четвериковым, командой стала «Серп и Молот» (Москва). Последней командой был «КАМАЗ», который, через год, постигла участь финансовой несостоятельности. С карьерой в большом футболе было завершено.
Играла в женской любительской лиге Москвы.

## Достижения
Чемпионат России по футболу среди женщин
- Чемпион России (1): 1992

Кубок России по футболу среди женщин
- Обладатель кубка (1): 1992

## Командная статистика
ВНИМАНИЕ: Статистика может быть неполной, мы продолжаем добавлять данные.
| Выступление      | Выступление      | Выступление      | Лига | Лига | Кубок | Кубок | Итого | Итого |
| Клуб             | Лига             | Сезон            | Игры | Голы | Игры  | Голы  | Игры  | Голы  |
| ---------------- | ---------------- | ---------------- | ---- | ---- | ----- | ----- | ----- | ----- |
| Интеррос         | высшая           | 1992             | 1    | 0    | 1     | 0     | 2     | 0     |
| Интеррос         | Итого            | Итого            | 1    | 0    | 1     | 0     | 2     | 0     |
| ЦСКА             | высшая           | 1993             | 3    | 3    | 1     | 1     | 4     | 4     |
| ЦСКА             | Итого            | Итого            | 3    | 3    | 1     | 1     | 4     | 4     |
| Серп и Молот     | высшая           | 1994             | 22   | 2    | 1     | 1     | 23    | 3     |
| Серп и Молот     | Итого            | Итого            | 22   | 2    | 1     | 1     | 23    | 3     |
| КАМАЗ            | первая           | 1995             | 13   | 2    | —     | —     | 13    | 2     |
| КАМАЗ            | высшая           | 1996             | 1    | 0    | —     | —     | 1     | 0     |
| КАМАЗ            | Итого            | Итого            | 39   | 2    | —     | —     | 39    | 2     |
| Всего за карьеру | Всего за карьеру | Всего за карьеру | 40   | 7    | 3     | 2     | 43    | 9     |